# Gerrit Veen

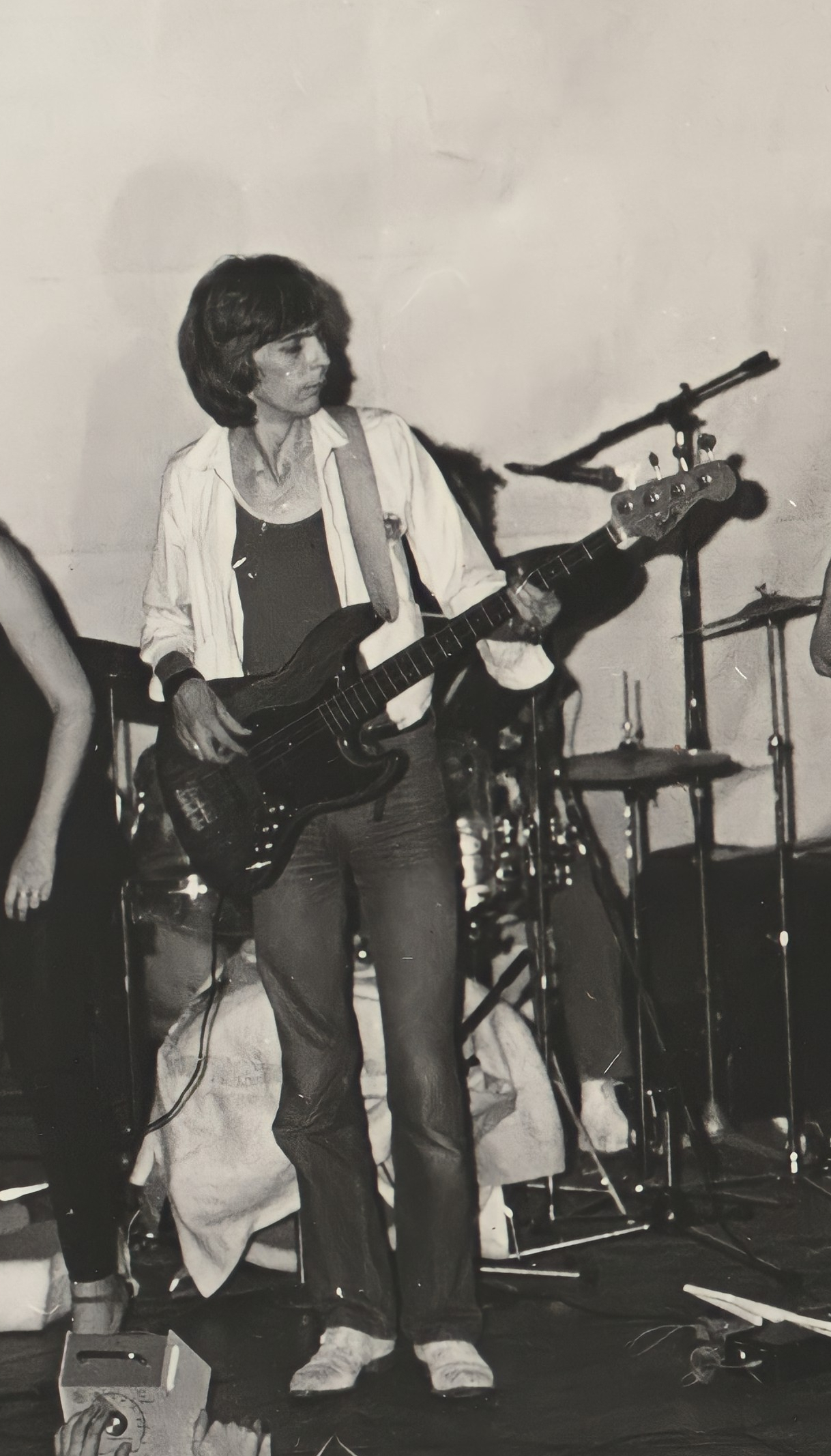
Gerrit Veen - Optreden met Herman Brood & His Wild Romance op 11 oktober 1977 in de Oosterpoort Groningen voor VARA radio.

Gerrit Veen (1953) is een Nederlandse bassist, bekend vanwege zijn samenwerking met Herman Brood. Hij speelde in de eerste line-up van Wild Romance, de begeleidingsband van Brood, en stond aan de basis van Broods eerste album 'Street' dat in 1977 uitkwam. Hij schreef ook de muziek voor het nummer Skid Row dat later op het album 'Shpritsz' van Brood verscheen. 
De muziekcarrière van Veen startte op het voortgezet onderwijs met de band The Act. Daarna volgden de bands Kentucky Kazoos en Progenitive. Via Vitesse, de band van drummer Herman van Boeyen, belandde hij samen met drummer Peter Walrecht en gitarist Erik de Zwaan in het najaar van 1976 in Wild Romance. In deze periode werden het album 'Street' en de single 'Rock- 'n Roll junkie' uitgebracht. Na een ruzie verliet Veen de band. Hij speelde achtereenvolgens met de gitaristen Peter Bootsman, Ferdi Karmelk, Dany Lademacher en met drummer Manuel Lopes.
In november 1977 maakte hij de overstap naar de band Plant. Zijn plek in Wild Romance werd ingenomen door Fred 'Cavalli' van Kampen. Met Plant werd het album Lifelong Guarantee. opgenomen, waarop ook het nummer Skid Row staat. In 1979 vertrok hij naar de 'Art Rockband' The Meteors om vervolgens in 1980 tijdelijk terug te keren in Wild Romance. Met hen werd het album 'Wait a minute' nog uitgebracht, maar daarna stopte de samenwerking met Herman Brood. 
Veen speelde daarna nog jaren in de Groninger bands New Adventures en AA & The Doctors. Vanaf 2017 stortte hij zich volledig op het sessiewerk.
- MusicBrainz: 840e156a-1da6-444e-a7dc-8b9bce0b6df8